# Gare de Seibu-Chichibu
La gare de Seibu-Chichibu (西武秩父駅, Seibu-Chichibu-eki) est une gare ferroviaire terminus située à Chichibu, dans la préfecture de Saitama au Japon. La gare est exploitée par la compagnie Seibu.

## Situation ferroviaire
La gare, en cul-de-sac, est située au point kilométrique (PK) 19,0 de la ligne Seibu Chichibu.

## Historique
La gare est inaugurée le 14 octobre 1969.

## Service des voyageurs

### Accueil
La gare dispose d'un bâtiment voyageurs, avec guichets, ouvert tous les jours.

### Desserte
- Ligne Seibu Chichibu :

Plan des voies.

  - voie 1 : direction Hannō et Ikebukuro (services express Chichibu)
  - voies 2 et 3 : direction Hannō, Tokorozawa, Nerima et Ikebukuro
- Ligne principale Chichibu :
  - voies 2 et 3 : direction Kagemori et Mitsumineguchi

### Intermodalité
La gare d'Ohanabatake de la compagnie Chichibu Railway est située à proximité de la gare.